# Ryan Villopoto
Ryan Villopoto (Poulsbo, Washington, 13 augustus 1988) is een Amerikaans voormalig motorcrosser.

## Carrière
Van 2003 tot en met 2005 reed Villopoto nog amateurkampioenschappen, waar hij al meer dan tien titels behaalde met Honda en Kawasaki.
In 2006 begon Villopoto met zijn profcarrière bij de Lites voor het fabrieksteam van Kawasaki. In zijn eerste jaar werd hij meteen tweede in het Supercross Lites West kampioenschap en kampioen in het AMA Lites Motocross Championship. Hij werd geselecteerd voor de Motorcross der Naties en wist ook die wedstrijd te winnen met de Amerikaanse ploeg. 2007 werd een superjaar. Villopoto won zowel het supercross en motorcrosskampioenschap bij de Lites. Ook de Motorcross der Naties werd opnieuw gewonnen. In 2008 won hij opnieuw het motorcrosskampioenschap en werd hij tweede in het supercrosskampioenschap. Voor het derde jaar op rij werd de Motorcross der Naties gewonnen.
In 2009 maakte Villopoto de overstap naar de 450cc-klasse. Hij won meteen het supercrosskampioenschap, maar door een knieblessure moest hij forfait geven voor het motorcross-seizoen. In het supercrosskampioenschap van 2010 duelleerde hij het ganse seizoen met Ryan Dungey, tot hij zwaar ten val kwam en zijn rechter scheen- en kuitbeen brak. Ook het outdoorseizoen viel hierdoor in het water. In 2011 keerde hij sterk terug door het supercrosskampioenschap en het motorcrosskampioenschap te winnen. Later dat jaar won hij voor de vierde keer de Motorcross der Naties. Ook in 2012 won hij de supercross, ondanks dat hij de laatste twee wedstrijden miste door een zware knieblessure. Zo werd opnieuw forfait gegeven voor het outdoorseizoen. In 2013 domineerde hij beide kampioenschappen en werd ook voortijdig kampioen in beide klassementen. In 2014 werd hij voor de vierde keer op rij kampioen in de supercross. Hierna kondigde hij aan dat hij zich aan zijn knie ging laten opereren en dus niet kon deelnemen aan het outdoorseizoen. In september 2014 verkondigde hij dat hij ging stoppen met wedstrijden te rijden op Amerikaanse bodem, en het Wereldkampioenschap motorcross ging betwisten in 2015 voor hij afscheid zou nemen van het professionele motorcross. Door een staartbeen- en rugblessure opgelopen tijdens de vierde wedstrijd van het seizoen, besloot Villopoto zijn carrière vroegtijdig stop te zetten.

## Palmares
- 2006: AMA Lites Nationals kampioen
- 2006: Winnaar Motorcross der Naties
- 2007: SX Lites West kampioen
- 2007: AMA Lites Nationals kampioen
- 2007: Winnaar Motorcross der Naties
- 2008: AMA Lites Nationals kampioen
- 2008: Winnaar Motorcross der Naties
- 2009: SX Class kampioen
- 2011: SX Class kampioen
- 2011: AMA 450cc Nationals kampioen
- 2011: Winnaar Motorcross der Naties
- 2012: SX Class kampioen
- 2013: SX Class kampioen
- 2013: AMA 450cc Nationals kampioen
- 2014: SX Class kampioen

| 1 | 08-03-2015 | Thailand | Nakhonchaisri |